# Canillas
Canillas – stacja metra w Madrycie, na linii 4. Znajduje się w dzielnicy Hortaleza, w Madrycie i zlokalizowana jest pomiędzy stacjami Mar de Cristal i Esperanza. Została otwarta 27 kwietnia 1998.